# Vágáshuta
Vágáshuta (em eslovaco: Vágašská Huta) é um município da Hungria, situado no condado de Borsod-Abaúj-Zemplén. Tem 2,05 km² de área e sua população em 2015 foi estimada em 78 habitantes.